# Pistola Le Gaulois
La Le Gaulois (La Gala) era una pequeña pistola de bolsillo de repetición que se disparaba por presión de la palma de la mano sobre la parte trasera de la misma. La pistola, por su diseño y características, estaba concebida para llevar como arma oculta y la autodefensa a corta distancia.
La pistola fue fabricada desde 1893 a 1914 por la empresa de Saint-Étienne (Francia) Manufacture Française d’Armes de Saint-Étienne (posteriormente llamada Manufacture Française d’Armes et Cycles de Saint-Étienne), propiedad de Pierre Blachon y Etienne Mimard.
En un principio salió al mercado con el nombre de Le Mitrailleuse (La Ametralladora), pasando a partir de 1903 a denominarse definitivamente Le Gaulois, con sólo unas ligerísimas diferencias entre ambas.

## Descripción
La pistola Le Gaulois es de pequeño tamaño, de forma rectangular y extremadamente delgada, con una longitud total de 17 cm, un grosor de 1,8 cm, y un peso de 285 g. Es un arma de repetición, pudiendo alojar en su interior cinco cartuchos específicos de 8 mm de percusión central (8 x 9 R).
La pistola no posee gatillo, se dispara por presión de la palma de la mano sobre la parte trasera de la misma. Los cartuchos se introducían por una ventanilla de la parte superior, con cada presión de la palma de la mano se introducía un cartucho en el cañón, percutiéndolo al final de su recorrido, al aflojar la presión de la mano la vaina disparada era expulsada por la ventanilla de carga y un nuevo cartucho quedaba preparado para ser disparado.
En el lateral izquierdo de la pistola hay una palanca con tres posiciones, S: seguro, F: fuego, y D: desmontaje y descargue, también en este mismo lado se encuentran cinco orificios  para poder ver los cartuchos que faltan por disparar.
Se pusieron a la venta varios modelos diferentes, con tan solo unas pequeñas diferencias en cuanto a calidad y decoración. Los modelos más lujosos se entregaban con una funda de cuero, que podía ser con forma de petaca para puros o de monedero, el resto se entregaba en una caja de cartón.

## Galería de imágenes

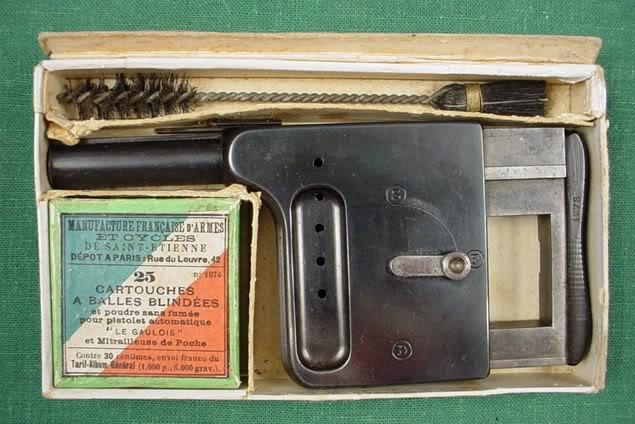
Una Le Gaulois en su caja.
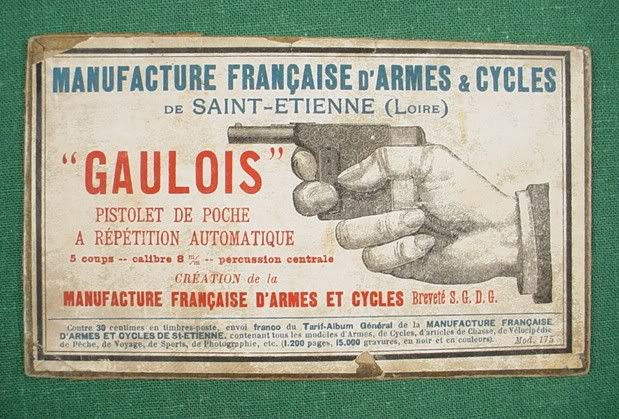
Acercamiento de la tapa.
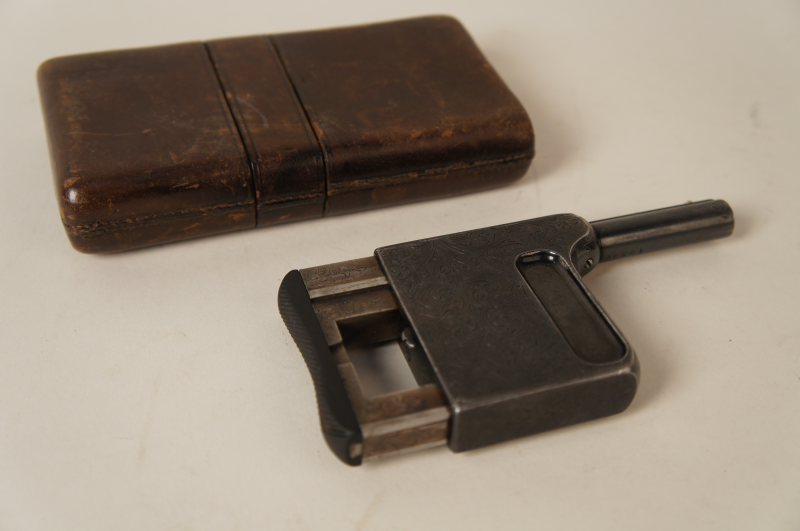
Junto a la funda en forma de petaca para puros.
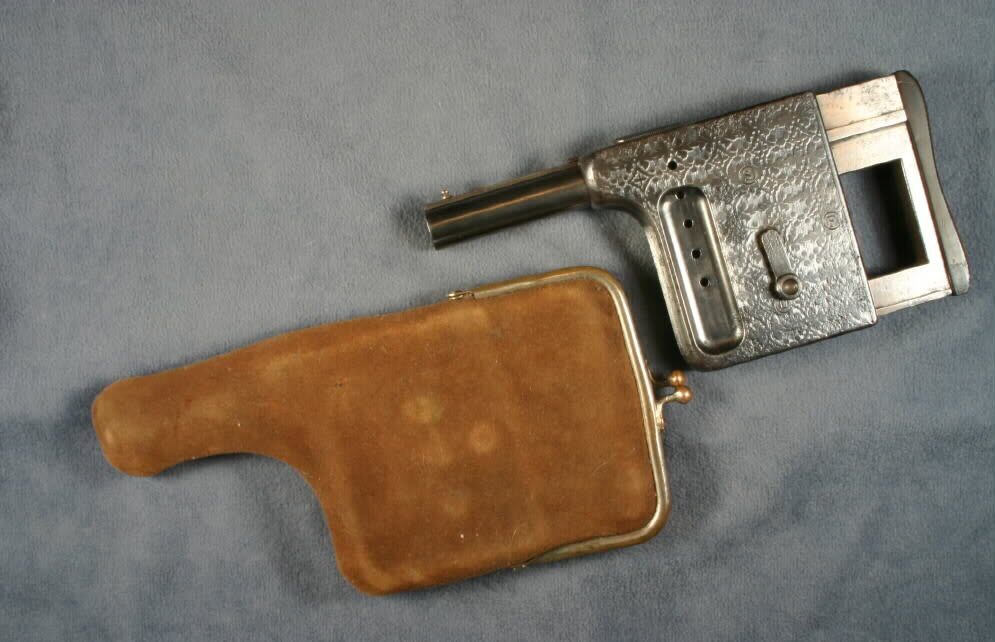
Junto a la funda en forma de monedero.